# RENFE 299 sorozat
A RENFE 299 sorozat egy spanyol Bo'Bo' tengelyelrendezésű, 3 kV DC áramrendszerű, széles nyomtávolságú villamosmozdony-sorozat. A sorozat megegyezik a RENFE 269 sorozattal, annak egy módosított változata. Megváltoztak a forgóvázak és a maximális sebessége 100 km/h-ra változott. Összesen három mozdonyt alakítottak át. A mozdonyok alapjául szolgáló 269-es sorozatot 1973 és 1985 között gyártotta a CAF, a MELCO, a WESA, a GEE és a Ateinsa a RENFE részére.